# Hans-Emil Schuster

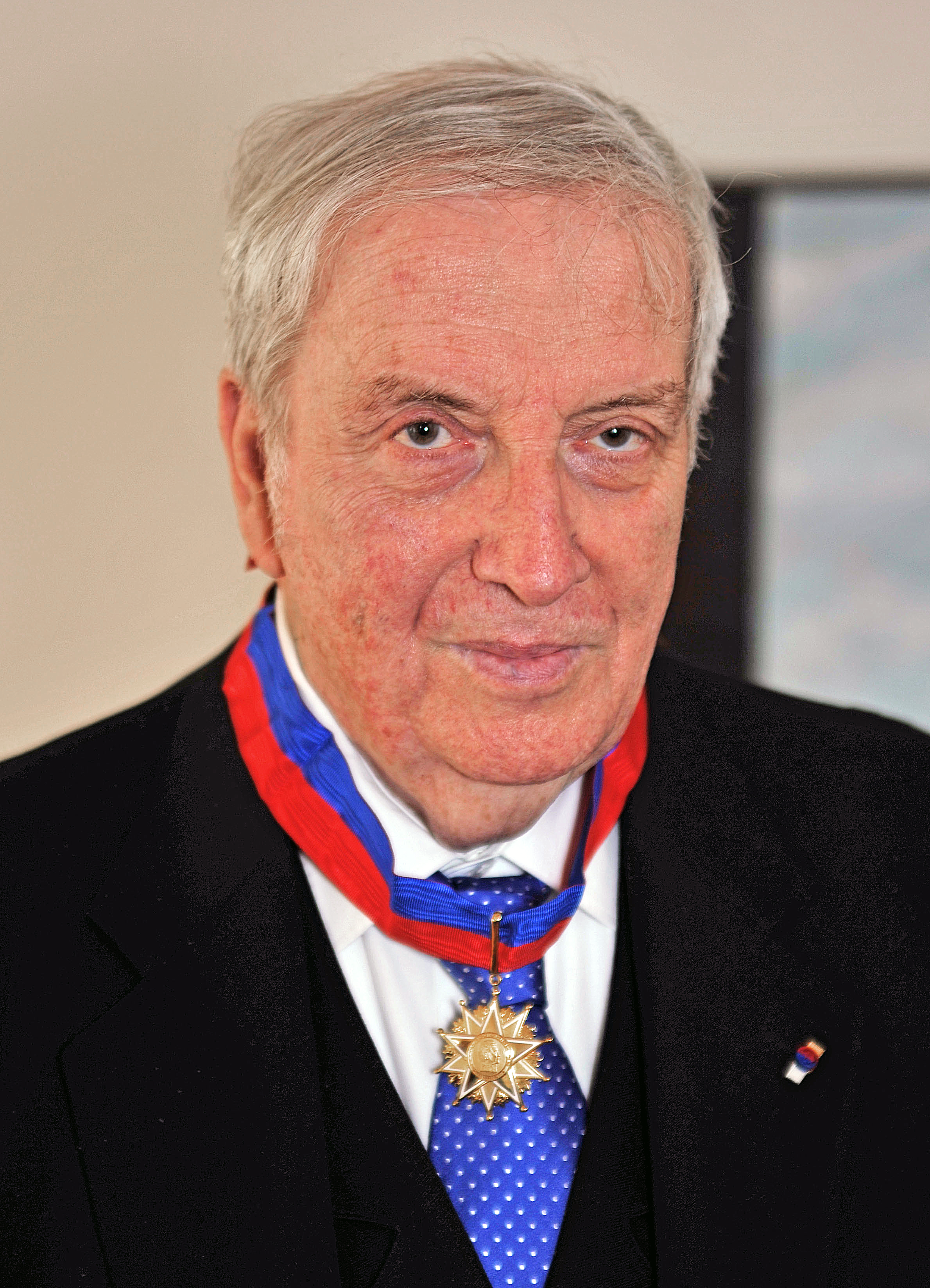
Hans-Emil Schuster (2011)

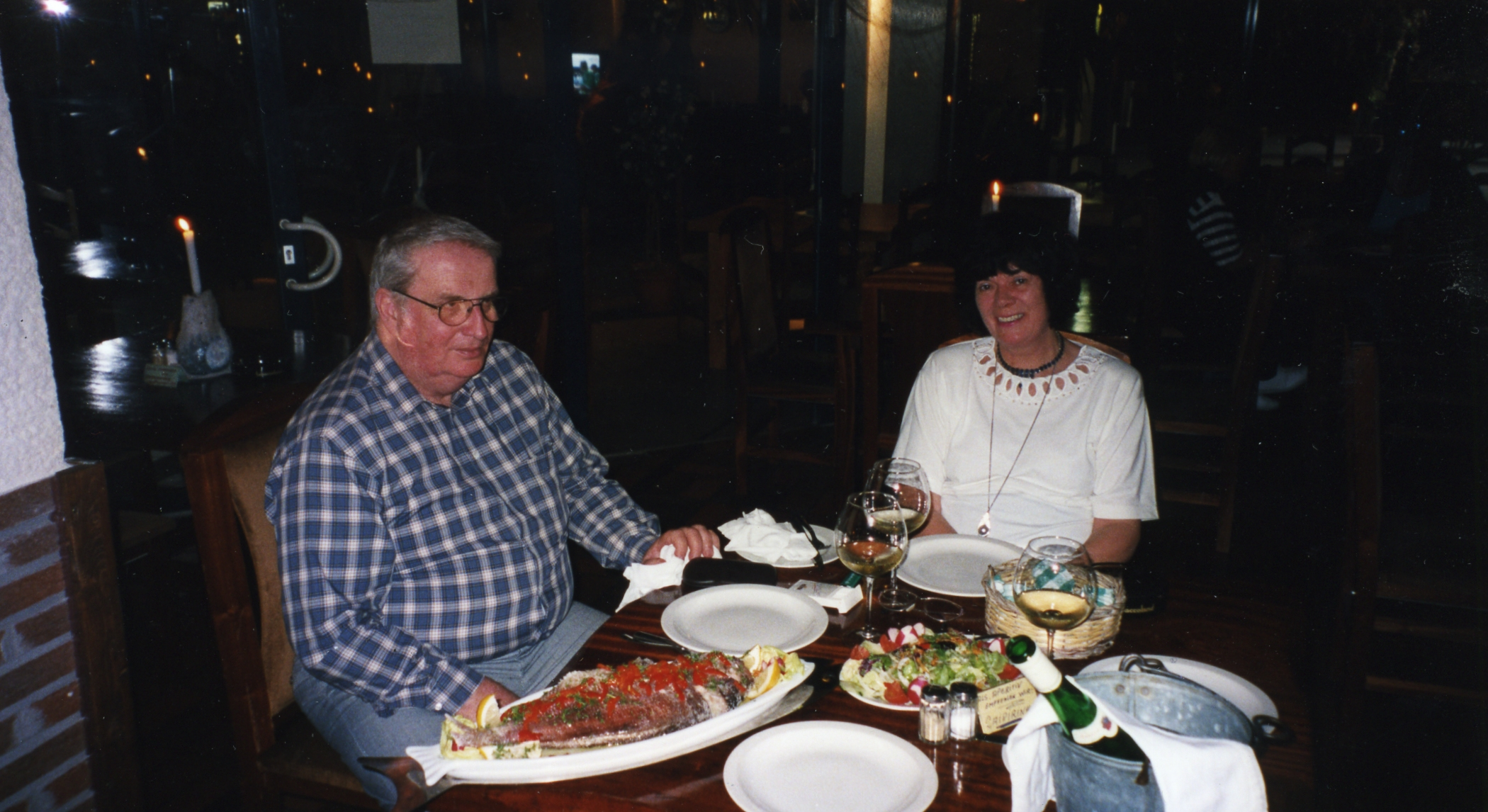
Hans-Emil Schuster mit Frau Rosemarie (1998)

Hans-Emil Schuster (* 19. September 1934 in Hamburg; † 20. Dezember 2024 ebenda) war ein deutscher Astronom.
Schuster arbeitete von 1958 bis 1964 an der Hamburger Sternwarte in Bergedorf. Im Oktober 1964 wurde er Mitarbeiter des La-Silla-Observatoriums in Chile, das in den frühen 1960er Jahren entstand und dessen kommissarischer Direktor er später wurde. Schuster war beteiligt an der Erkundung und Auswahl der Standorte des La-Silla- sowie des Paranal-Observatoriums, die beide Teil der Europäischen Südsternwarte sind. Er war maßgeblich an der Durchführung zweier photographischer Durchmusterungen des Südhimmels mit dem 1-m-ESO-Schmidt-Teleskop beteiligt: dem 1978 abgeschlossenen ESO(B) Survey ("ESO Quick Blue Survey") und dem R-Survey des ESO/SERC Sky Atlas (1978–1990).
Schuster blieb bis zu seiner Pensionierung im Oktober 1991 Mitarbeiter des La-Silla-Observatoriums. Seit 1982 war er mit Rosemarie Schuster, geborene von Holt (* 28. März 1935; † 18. September 2006) verheiratet.
Schuster entdeckte im Zeitraum zwischen 1976 und 1982 insgesamt 25 Asteroiden, darunter einige Erdnahe, wie z. B. (2329) Orthos, (2608) Seneca, (3288) Seleucus, (3908) Nyx oder (11001) Andrewulff, sowie (161989) Cacus, der verlorenging und erst 2003 wiederaufgefunden wurde. Weitere Entdeckungen waren die beiden Kometen 106P/Schuster und C/1976 D2 (Schuster), die irreguläre Phoenix-Zwerggalaxie (zusammen mit Richard Martin West), die als Mitglied der Lokalen Gruppe identifiziert werden konnte, sowie die Supernova SN 1980O in NGC 1255.
Nach ihm wurde der Asteroid (2018) Schuster benannt. Am 21. Oktober 2011 wurde ihm in Hamburg vom chilenischen Generalkonsul der Orden Bernardo O’Higgins im Kommandeursrang
für seine bedeutenden Beiträge zur Astronomie in Chile verliehen.
Hans-Emil Schuster war auch ein engagierter Leserbriefschreiber. So sind seit 1966 im Nachrichtenmagazin Der Spiegel 119 Briefe von ihm abgedruckt.